# 中森俊介
中森 俊介（なかもり しゅんすけ、2002年5月29日 - ）は、兵庫県篠山市（現：丹波篠山市）出身のプロ野球選手（投手）。右投左打。千葉ロッテマリーンズ所属。

## 経歴

### プロ入り前
篠山市立福住小学校（現：丹波篠山市立多紀小学校）2年生の頃に多紀野球少年団で野球を始める。
篠山市立篠山東中学校に進学し、軟式野球部に入部。3年次には県大会4強入りを果たした。また、3年生の7月から三田ボーイズに所属し、そこで初めて硬式球を握ることとなった。
高校は明石市立明石商業高等学校に進学。同学年に来田涼斗がいる。1年春からベンチ入りを果たし、1年夏の第100回全国高等学校野球選手権記念大会に出場。初戦の八戸学院光星戦に3番手として登板したが、延長10回表に1点を取られ敗退した。
2年春は第91回選抜高等学校野球大会に出場。初戦の国士舘戦で自己最速となる146km/hを記録するなど、9回を141球10奪三振1失点で完投勝利を挙げると、2回戦の大分戦では自己最速をさらに更新する147km/hを記録。7回4安打7奪三振無失点でベスト8進出を果たした。準々決勝は東妻純平、黒川史陽らを擁する智弁和歌山と対戦。9回を161球で投げ切ると、チームは9回にサヨナラ勝ちし、ベスト4に進出した。準決勝は石川昂弥擁する東邦と対戦。123球で8回を投げたが、4失点で完投負けし、準決勝敗退となった。2年夏は第101回全国高等学校野球選手権大会に出場。初戦の韮澤雄也、井上朋也擁する花咲徳栄戦を9回6安打3失点の好投で勝利する。準々決勝では武岡龍世ら擁する八戸学院光星と対戦。7回途中から2回1/3を無失点に抑え、チームを春夏連続のベスト4進出に導いた。この試合では自己最速となる151km/hを記録。甲子園での2年生投手では、安樂智大が記録した155km/hに次いで歴代2位の記録となった。準決勝では井上広大、小深田大地擁する履正社と対戦。初回に4点を奪われたが、その後は粘りのピッチングで8回を5失点で投げ切った。しかし、打線が6安打に抑えられ、1-7で敗退した。
3年春は第92回選抜高等学校野球大会への出場が内定していたが、新型コロナウイルス感染拡大の影響で中止となった。選手たちへの救済として3年夏に開催された2020年甲子園高校野球交流試合では、桐生第一と対戦し、9回2失点で完投勝利を挙げた。
2020年10月26日のドラフト会議で、千葉ロッテマリーンズから2位指名を受け、11月26日に契約金6000万円、年俸720万円で契約合意した（金額は推定）。背番号は56。丹波篠山市出身者としては、三宅成幸（近鉄バファローズ）以来、51年ぶりのプロ野球選手となった。

### ロッテ時代
2021年は二軍でも公式戦登板はなく、体作りやフォーム固めに専念した1年となり、オフに現状維持となる推定年俸720万円で契約を更改した。
2022年は3月21日の二軍戦で公式戦初登板を果たしたが、4月中旬から右肩のコンディション不良で離脱。8月24日の二軍戦で実戦復帰を果たすも、秋には太もも裏を痛め、この年は二軍で6試合（3先発）の登板にとどまり、1勝0敗・防御率0.90という成績であった。オフに現状維持となる推定年俸720万円で契約を更改した。
2023年はオープン戦で4試合にリリーフ登板して無失点に抑え、リリーフとして自身初の開幕一軍入りを果たし、3月31日の福岡ソフトバンクホークス戦でプロ初登板となり、2/3回を無失点に抑えた。4月5日の北海道日本ハムファイターズ戦では0-0の7回表から登板し、1回1失点で先制を許したものの、直後の攻撃でチームが逆転し、そのまま勝利したことで中森にプロ初勝利が記録された。同17日に疲労を考慮されて出場選手登録を抹消されて以降は二軍で先発調整となり、8月23日のソフトバンク戦でプロ初先発を果たすも、5回5安打3四死球4失点で敗戦投手。中10日で9月3日の楽天戦にも先発したが、5回4安打5四死球1失点で敗戦投手。いずれも2巡目に被本塁打で失点する内容で9月4日に出場選手登録を抹消された。同19日にリリーフとして再登録されると、6試合連続無失点でシーズンを終え、この年は一軍で13試合（2先発）に登板し、3勝2敗・防御率3.54を記録。ポストシーズンでは、ソフトバンクとのCSファーストステージ第2戦で同シリーズ初登板を果たし、1回1/3を無失点に抑えると、オリックス・バファローズとのCSファイナルステージでも2試合に登板した。オフに780万円増となる推定年俸1500万円で契約を更改。また、11月17日からはABLのシドニー・ブルーソックスへ森遼大朗・池田来翔と共に派遣され、同リーグでは6試合に先発登板して2勝2敗・防御率2.38を記録した。
2024年は開幕ローテーション入りを目指していたが、オープン戦では2試合・計6イニングを投げて防御率6.00。開幕を二軍で迎え、イースタン・リーグでも4月終了時点で3試合・計8イニングを投げて防御率11.25と二軍でも苦しい投球が続いた。ただ、5月以降は調子を上げ、6月12日の横浜DeNAベイスターズ戦でシーズン初登板初先発となり、5回2/3を2失点と粘投し、勝利投手の権利を持って降板したが、リリーフ陣が逆転を許して中森に勝敗は付かず、翌13日に登録抹消。中13日で6月26日の楽天戦に先発すると、5回2/3を1失点でシーズン初勝利・自身初の先発勝利を挙げた。その後は登録抹消と再登録を2度繰り返し、3試合（2先発）に登板。ただ、先発登板時は試合中盤にストレートの球速が落ち、本人も「まだ長いイニングを投げる体力がないので」とスタミナ面に課題を残し、この年は5試合（4先発）の登板・計24イニングを投げ、1勝1敗・防御率2.63という成績であった。オフに100万円増となる推定年俸1600万円で契約を更改した。
2025年は2年ぶりにリリーフとして開幕を一軍で迎え、木村優人と共にロングリリーフ要員として起用された。チームは勝ちパターンを固定しておらず、セーブも4月終了時点では益田直也・鈴木昭汰・ゲレーロの3投手が記録していたが、5月に入って益田とゲレーロが登録抹消となり、中森は1イニングでの起用が増加し、5月13日の楽天戦でプロ初ホールド。5月終了時点では14試合に登板して1勝2敗・防御率1.96、鈴木と並ぶチームトップタイの5ホールドを記録すると、6月12日の広島東洋カープ戦では、チームが前日に延長12回の熱戦でベンチ入り投手9名のうち、ゲレーロ以外の8名が登板していたこともあり、吉井理人監督は「鈴木か中森か悩みましたが、3連戦が残っているので、どちらかを置いていこうということで、今日は中森に行ってもらいました」と中森が1点リードの9回表に抜擢され、1イニングを3者凡退に抑えてプロ初セーブを挙げた。その後も勝ちパターンのリリーフとして好投を続け、7月7日には監督選抜でオールスターに選出。同13日に腰痛で出場選手登録を抹消されたものの、球宴出場辞退には至らない軽症であり、7月24日の球宴第2戦に登板した。

## 選手としての特徴
ストレートの最速は154km/h、変化球はスライダー、チェンジアップ、カーブ、フォークを投じる。中森の投げるストレートは少しスライドするいわゆる真っスラで、2022年の二軍登板ではその球でゴロを量産し、監督の吉井理人からは「非常識なストレート」と称されている。

## 詳細情報

### 年度別投手成績
| 年 度     | 球 団     | 登 板 | 先 発 | 完 投 | 完 封 | 無 四 球 | 勝 利 | 敗 戦 | セ 丨 ブ | ホ 丨 ル ド | 勝 率 | 打 者 | 投 球 回 | 被 安 打 | 被 本 塁 打 | 与 四 球 | 敬 遠 | 与 死 球 | 奪 三 振 | 暴 投 | ボ 丨 ク | 失 点 | 自 責 点 | 防 御 率 | W H I P |
| --------- | --------- | ----- | ----- | ----- | ----- | -------- | ----- | ----- | -------- | ----------- | ----- | ----- | -------- | -------- | ----------- | -------- | ----- | -------- | -------- | ----- | -------- | ----- | -------- | -------- | ------- |
| 2023      | ロッテ    | 13    | 2     | 0     | 0     | 0        | 3     | 2     | 0        | 0           | .600  | 86    | 20.1     | 17       | 2           | 8        | 2     | 3        | 10       | 1     | 0        | 8     | 8        | 3.54     | 1.23    |
| 2024      | ロッテ    | 5     | 4     | 0     | 0     | 0        | 1     | 1     | 0        | 0           | .500  | 103   | 24.0     | 23       | 0           | 7        | 0     | 1        | 13       | 0     | 0        | 7     | 7        | 2.63     | 1.25    |
| 通算：2年 | 通算：2年 | 18    | 6     | 0     | 0     | 0        | 4     | 3     | 0        | 0           | .571  | 189   | 44.1     | 40       | 2           | 15       | 2     | 4        | 23       | 1     | 0        | 15    | 15       | 3.05     | 1.24    |

- 2024年度シーズン終了時

### 年度別守備成績
| 年 度 | 球 団  | 投手  | 投手  | 投手  | 投手  | 投手  | 投手     |
| 年 度 | 球 団  | 試 合 | 刺 殺 | 補 殺 | 失 策 | 併 殺 | 守 備 率 |
| ----- | ------ | ----- | ----- | ----- | ----- | ----- | -------- |
| 2023  | ロッテ | 13    | 0     | 5     | 0     | 1     | 1.000    |
| 2024  | ロッテ | 5     | 1     | 2     | 1     | 0     | .750     |
| 通算  | 通算   | 18    | 1     | 7     | 1     | 1     | .889     |

- 2024年度シーズン終了時

### 記録

#### 初記録
投手記録
- 初登板：2023年3月31日、対福岡ソフトバンクホークス1回戦（福岡PayPayドーム）、6回裏一死に2番手で救援登板、2/3回無失点[20]
- 初勝利：2023年4月5日、対北海道日本ハムファイターズ2回戦（ZOZOマリンスタジアム）、7回表に2番手で救援登板、1回1失点[21]
- 初奪三振：同上、7回表に野村佑希から空振り三振
- 初先発登板：2023年8月23日、対福岡ソフトバンクホークス18回戦（ZOZOマリンスタジアム）、5回4失点で敗戦投手[25]
- 初先発勝利：2024年6月26日、対東北楽天ゴールデンイーグルス11回戦（ZOZOマリンスタジアム）、5回2/3を1失点で勝利投手[44]
- 初ホールド：2025年5月13日、対東北楽天ゴールデンイーグルス9回戦（楽天モバイルパーク宮城）、8回裏に2番手で救援登板、1回無失点[59]
- 初セーブ：2025年6月12日、対広島東洋カープ3回戦（ZOZOマリンスタジアム）、9回表に3番手で救援登板・完了、1回無失点[64]

#### その他の記録
- オールスターゲーム出場：1回（2025年）

### 背番号
- 56（2021年[11] - ）